# Walter J. Ong
Walter J. Ong, all'anagrafe Walter Jackson Ong (Kansas City, 30 novembre 1912 – Saint Louis, 12 agosto 2003), è stato un religioso, antropologo, filosofo, insegnante e storico delle culture e delle religioni statunitense.

## Biografia
Nato da padre protestante e da madre cattolica, venne cresciuto nella fede materna. 
Nel 1933 ricevette il Bachelor presso il "Rockhurst College", dove si diplomò in latino.
Nel periodo che trascorse a Rockhurst fondò l'Alpha Delta Gammaun, capitolo della Fraternità Cattolica. Ong lavorò nel mondo della stampa e dell'editoria prima di entrare a far parte della Compagnia di Gesù, nel 1935 ed essere ordinato sacerdote cattolico nel 1946.
Nel 1941 conseguì un master in lingua inglese presso l'Università di San Louis; la sua tesi sul ritmo della poesia di Gerard Manley Hopkins venne supervisionata da un giovane Marshall McLuhan.
Ong conseguì in seguito, sempre presso la stessa università, le specializzazioni in filosofia e in teologia.
Dopo aver completato la sua tesi, sul logico e riformatore del sistema scolastico francese Peter Ramus (1515-1572), sotto la supervisione di Perry Miller all'Università di Harvard nel 1954, Ong tornò all'Università di Saint Louis, dove insegnò per i trent'anni successivi.
Nel 1955 conseguì il Ph.D. in lingua Inglese presso l'Università di Harvard.
Nel 1966-1967 Ong fu tra i 14 membri della commissione speciale per l'istruzione nominata dalla Casa Bianca che fece la propria relazione al presidente Lyndon Johnson.
Nel 1971 fu eletto membro dell'Accademia Americana delle Arti e delle Scienze. Nell'aprile e nel maggio del 1974 rivestì l'incarico di Lincoln Lecturer, presenziando a conferenze in lingua francese in Camerun, nello Zaire, nel Senegal e in inglese in Nigeria. Nel 1978 Ong venne eletto presidente della Modern Language Association of America. Fu sempre molto attivo nel circuito delle conferenze nonché nelle organizzazioni professionali.

## Attività
Fra le opere che ha pubblicato vanno soprattutto ricordate Interfacce della parola (1977) ed  Oralità e scrittura. Le tecnologie della parola  (titolo originale:Orality and Literacy. The Technologizing of the Word) che venne pubblicato nel 1982 in Inghilterra in una collana diretta da Terence Hawkes.
Il libro, come si legge nella Introduzione all'edizione italiana di Rosamaria Loretelli "è un'importante opera di sintesi, che delinea la storia delle varie tappe del cammino percorso dalla civiltà occidentale nel suo trascorrere dall'oralità alla completa interiorizzazione della scrittura".
Paragonando le società ad oralità diffusa con quelle che utilizzavano la scrittura, ha illustrato come l'introduzione di quest'ultima abbia profondamente mutato il pensiero delle società interessate dal fenomeno.
Risalgono già agli anni quaranta i primi scritti scientifici di Ong dove si può già percepire il suo interesse per i mezzi della trasmissione della conoscenza e come il suo effetto ricadesse sulla percezione dell'uomo. Tema ricorrente che verrà ripreso in tutte le sue opere.
Sempre improntato a questa tesi è Ramus, Method and the Decay of Dalogue, opera che ispirò La galassia Gutenberg scritta nel 1962 da McLuhan, e che esamina quello che è stato "il ruolo della visualizzazione nella logica e nella filosofia del tardo medioevo, nonché della sistematizzazione e della chiusura disciplinare proposte dalla riforma pedagogica ramista".
Seguirono quindi studi significativi presso alcuni gruppi etnici di scarsa alfabetizzazione dei quali studiò la particolare componente aggressiva, il significato del linguaggio espresso dai tamburi africani oltre alla funzione della retorica e del latino nella storia dell'insegnamento accademico e ancora compì analisi di carattere letterario su William Shakespeare, la Bibbia, la Riforma e Controriforma, la prosa dell'epoca Tudor, di Milton, Swift, Coleridge e gli aspetti della cultura odierna di carattere popolare.
Nelle opere successive, l'autore continuerà a dare un'impronta decisamente mirata a quella che presto si poté considerare la sua ipotesi come una ormai definitiva interpretazione.

## Opere
- Walter J. Ong, Oralità e scrittura. Le tecnologie della parola, Bologna, Il Mulino, 2011, ISBN 978-88-15-00964-7.
- La presenza della parola, 1970, Il Mulino
- Interfacce della parola, 1989, Il Mulino